# Roosvenster
Een roosvenster is een cirkelvormig venster, meestal met rozetvormig maaswerk, dat bij kathedralen of andere kerkgebouwen uit diverse stijlperiodes voorkomt.
Roosvensters worden vaak toegepast bij de westgevel van de narthex of bij de noord- en zuidgevels van de transepten, vrijwel nooit in het koor. Een roosvenster bevat vaak glas in lood, meestal met gebrandschilderd glas. Op het hoogtepunt van de gotiek was het roosvenster, samen met het gebeeldhouwde portaal, een dominerend element van de westelijke façade van de kathedraal.

## Galerij

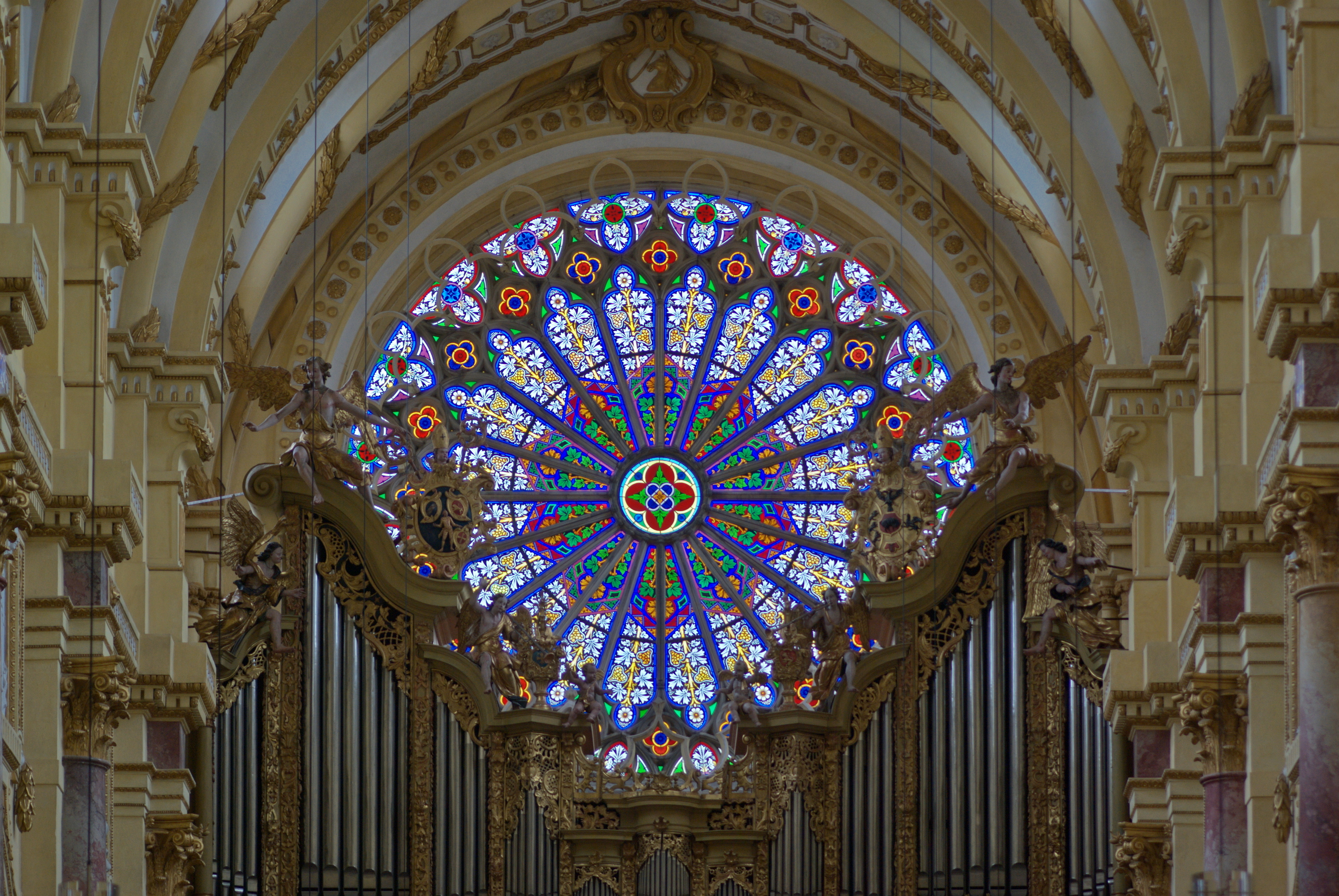
Roosvenster in het klooster van het Duitse dorp Ebrach (Beieren)
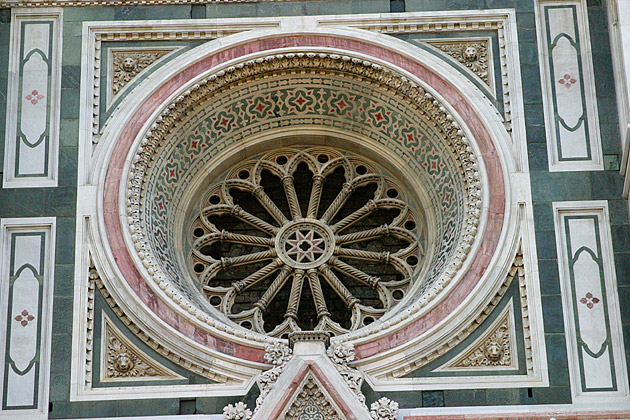
Roosvenster van de Santa Maria del Fiore in Florence
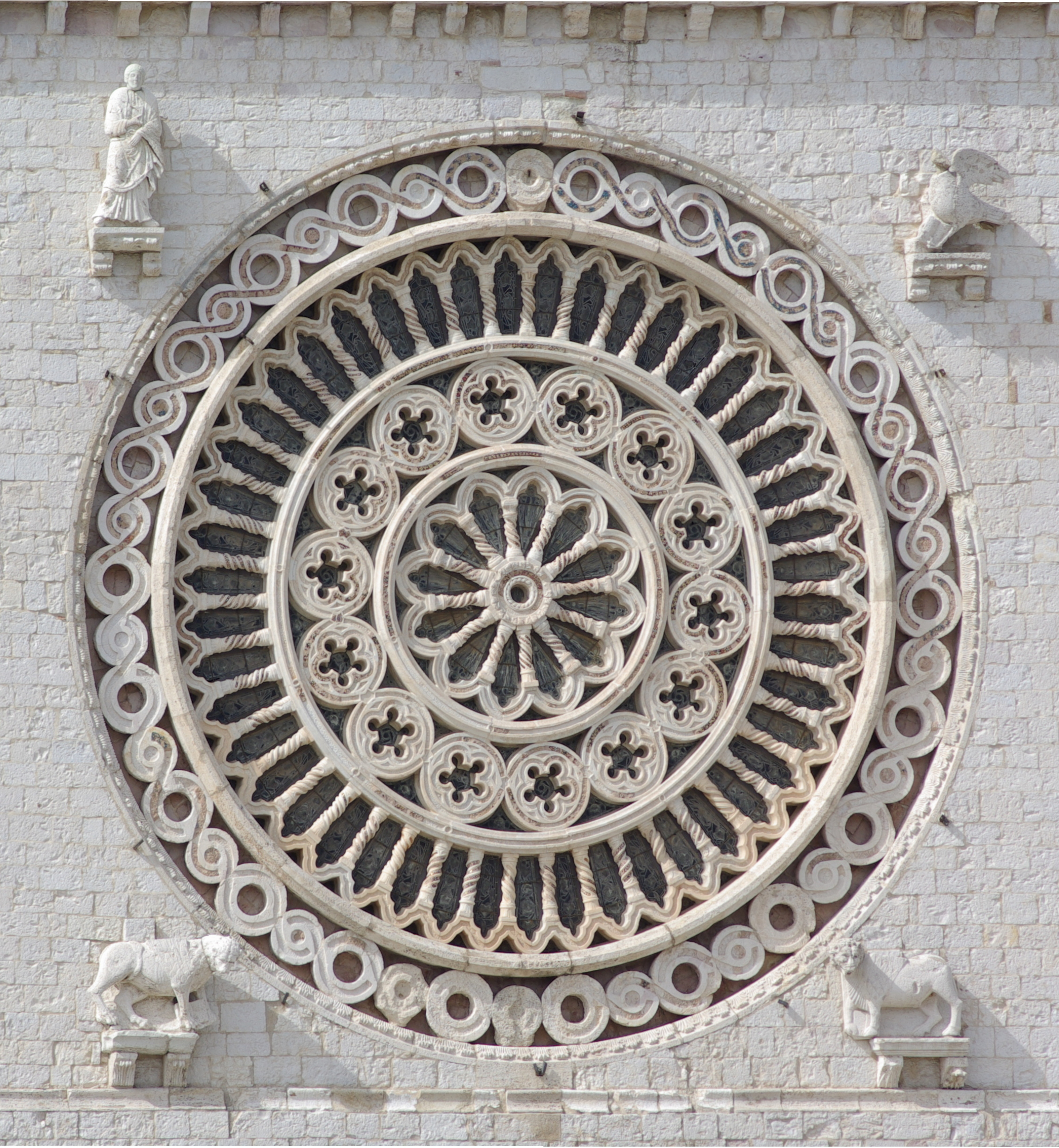
Roosvenster in de Basilica di San Francesco in Assisi